# Cantonul Brive-la-Gaillarde-Sud-Ouest
Cantonul Brive-la-Gaillarde-Sud-Ouest este un canton din arondismentul Brive-la-Gaillarde, departamentul Corrèze, regiunea Limousin, Franța.

## Comune
- Brive-la-Gaillarde (parțial, reședință)
- Estivals
- Jugeals-Nazareth
- Nespouls
- Noailles